# مغامرات إسماعيل يس (فلم)
مغامرات إسماعيل يس هو فيلم مصري تم إنتاجه عام 1954، من إخراج يوسف معلوف وبطولة إسماعيل يس وكمال الشناوي وشادية.

## تمثيل
- إسماعيل يس
- كمال الشناوي
- شادية
- فاخر فاخر
- عبد الغني قمر
- لطفي الحكيم
- رياض القصبجي
- أحمد الجزيري
- ادمون تويما

## أغاني الفيلم
- اوصفولي الحب
- من قلبي نسيتك

## روابط خارجية
- مقالات تستعمل روابط فنية بلا صلة مع ويكي بيانات